# Currenta
Die Currenta GmbH & Co. OHG (Eigenschreibweise CURRENTA, bis 31. Dezember 2007 Firmierung als Bayer Industry Services GmbH & Co. OHG – BIS) mit Sitz in Leverkusen ist der Betreiber des Chemparks. 
Seit April 2020 gehört Currenta vollständig verschiedenen Fonds, die von Macquarie Asset Management, dem Vermögensverwaltungszweig der australischen Macquarie Group, verwaltet werden.

## Geschichte
Das Unternehmen Bayer Industry Services entstand 2002 als eine der drei Dienstleistungsgesellschaften, die im Zuge der Umstrukturierung der Bayer AG von dieser ausgegründet wurden. Mit der Gründung der Lanxess im Jahr 2005 übernahm diese einen Anteil von 40 % an der damaligen BIS, 60 % verblieben bei Bayer. 2007 wurde die Firma in Currenta GmbH & Co. OHG umbenannt. Am 6. August 2019 kündigten Bayer und Lanxess an, ihre jeweiligen Anteile an Macquarie zu veräußern. Currenta wurde bei der Transaktion mit 3,5 Milliarden Euro bewertet. Die Anteilsverkäufe erfolgten am 30. November 2019 (Bayer) und Ende April 2020 (Lanxess Deutschland GmbH). Das Unternehmen wird somit zu 100 % von Fonds gehalten, die von Macquarie Asset Management verwaltet werden.

## Geschäftstätigkeit
Currenta betreibt den Chempark mit den Standorten Leverkusen, Krefeld-Uerdingen und Dormagen und bietet den dort ansässigen Kunden Infrastruktur- und Dienstleistungen an. Currenta beschäftigt etwa 3.400 Mitarbeiter. Als öffentliches Eisenbahninfrastrukturunternehmen betreibt Currenta die Eisenbahnstrecke 9617 Köln-Mülheim Gbf – Leverkusen Chempark NE sowie den Bahnhof Dormagen CHEMPARK. Ebenso wird die, an allen drei Standorten vorgehaltene, Werkfeuerwehr des Chemparks von der Currenta betrieben, die für den Betrieb der Chemparks als sogenannte Störfallanlagen vorgeschrieben ist.
Des Weiteren bietet Currenta ein breites Spektrum an Analytikleistungen an und ist nach den gängigen Normen (GMP, GLP, DIN EN ISO 17025 uvw.) zertifiziert.
Currenta übernimmt unter anderem für Bayer, Lanxess, Covestro und andere Partnerunternehmen die Berufsausbildung junger Menschen. Jährlich bildet Currenta insgesamt rund 800 Auszubildende in über 20 Berufen für die Partnerunternehmen und sich selbst aus.
Das ehemalige Geschäftsfeld Technische Dienstleistungen mit rund 1.200 Mitarbeitern wurde zum 1. April 2008 als eigenständiges Tochterunternehmen Tectrion GmbH ausgegliedert. Ein weiteres Tochterunternehmen ist die 2001 gegründete Chemion Logistik GmbH mit rund 1.000 Mitarbeitern. (Stand April 2017)

## Störfälle
Am 27. Juli 2021 ereignete sich eine schwere Explosion  auf dem Gelände des Chemparks Leverkusen als im Currenta-Entsorgungszentrum mehrere Behälter mit Abfallgemischen verschiedener Lösungsmittel (Sonderabfälle) in Brand gerieten, die in der Sonderabfallverbrennungsanlage behandelt werden sollten. Es kam zu einer massiven Explosion, bei der sieben Menschen starben und 31 verletzt wurden.

## Vermeidung der EEG-Umlage
Currenta führte über Jahre bis zu einer Milliarde Euro Umlagen nach dem Erneuerbare-Energien-Gesetz (EEG) nicht ab. Currenta griff dabei auf ein sogenanntes Scheibenpachtmodell zurück, das eine Gesetzeslücke ausnutzt, um die EEG-Umlage zu umgehen.